# Ataollah Mohadscherani

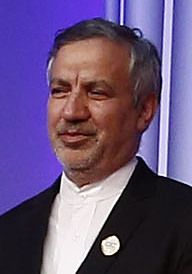
Ataollah Mohadscherani, 2012

Ataollah Mohadscherani bzw.  Ata'ollah Mohajerani (persisch عطاءالله مهاجرانی; * 1954 in Arak, Markazi) ist ein iranischer Politiker, der viele hohe Ämter bekleidete, und Autor zahlreicher Bücher auf dem Gebiet des Dialogs der Religionen und Kulturen.

## Leben
Von 1996 bis 2000 war Ataollah Mohadscherani iranischer Minister für Kultur und islamische Führung (Erschad-Minister) im Kabinett von Präsident Mohammad Chatami. Vor seinem Rücktritt galt er einigen als Hauptarchitekt der kulturellen Renaissance des Irans.
Derzeit ist Seyyed Mohadscherani einer der Vertreter des Islams im neunköpfigen Direktorium des König-Abdullah-Zentrums für interreligiösen und interkulturellen Dialog in Wien.
Seinen B.A.-Abschluss machte er an der Universität Isfahan, seinen M.A. in Geschichte und iranischer Kultur an der Universität Schiras. Er promovierte über die Geschichte der islamischen Geschichte an der Tarbiat Modares University.
Mohadscherani war Lektor und akademische Mitglied der Tarbiat Modarres University in Teheran, Mitglied der Hohen Rates der Nationalen UNESCO-Kommission des Iran, von 2000 bis 2003 war er Leiter des Internationalen Zentrums für den Dialog der Zivilisationen in Teheran, Iran.
2009 verließ Mohadscherani, nachdem über ihn Gerüchte über seine Liebesaffären verbreitet worden sein sollen, den Iran und lebte mit seiner Frau, der iranischen Politikerin und dem ehemaligen Parlamentsmitglied Jamileh Kadivar (جمیله کدیور), in England.

## Befürwortung der Fatwa Chomeinis zum Tod von Salman Rushdie
Nachdem der Ayatollah Ruhollah Chomeini eine Fatwa erlassen hatte, in der er die Muslime aufforderte, Salman Rushdie wegen seines Romans Die satanischen Verse zu töten, veröffentlichte Mohadscherani 1989 ein Buch mit dem Titel Kritik an der Verschwörung Der Satanischen Verse. Mohadscherani zitierte Chomeinis Fatwa zu Beginn seines Buches und billigte die Fatwa.
Im Jahr 1995 schrieb Mohadscherani eine Kurzgeschichte, in der er die Angst des britischen Schriftstellers vor Anschlägen satirisch auf die Schippe nahm.
Als Reaktion auf Chomeinis Fatwa setzten Unbekannte am 2. Juli 1993 ein Hotel in der türkischen Stadt Sivas in Brand, in dem eine Rede von Aziz Nesin, einem bekannten Humoristen, der das Buch  ins Türkische übersetzt hatte, stattfand. Bei dem Brand kamen 35 Menschen und zwei Täter ums Leben, 145 Personen wurden verletzt. Mohadscherani betonte, das Massaker sei ein stolzer Moment des glorreichen islamischen Wiedererwachens, und schrieb, Chomeinis Fatwa habe wie ein Impfstoff gewirkt, der weitere Kritik am Propheten des Islam verhindere.

## Zitat (zur Veränderung der Welt durch den 11. September)
„Es ist das Recht der USA und ihrer Verbündeten, gegen die Taliban und gegen Al-Qaida vorzugehen […]. Die USA haben sogar ein besonderes Recht dazu. Sie haben sie schließlich geschaffen“

## Schriften (Auswahl)
- A Critique on the Machination of Satanic Verses (1989 – 20. Ausgabe 2000) (1992 ins Englische übersetzt von Abdulhassan Quds Sharifi, veröffentlicht bei Alhoda Publications in Teheran)[10]